# Ingenu (classe)
Ingenu (en llatí ingenuus, plural ingenui) eren els nascuts lliures però de pare o mare que havia estat esclau i alliberat abans del naixement de l'ingenu.
Els lliberts (libertini) eren lliures però havien nascut esclaus, però els seus fills eren sempre ingenus. Si una dona esclava prenyada rebia la manumissió abans de donar a llum, el fill nascut era ingenu, però si la manumissió era posterior ja no tenia aquesta condició. La condició d'ingenuitas podia ser objecte de plet, i s'anomenava judicium ingenuitatis. Durant l'Imperi Romà l'ingenuitas (condició d'ingenu) es podia adquirir per favor imperial, concedit a persones a les que no corresponia per naixement (esclaus o lliberts).
Alguns autors pensen que la paraula ingenuus podia haver significat en un principi «aquell que havia nascut en una gens», «aquell que podia demostrar una genealogia d'homes lliures» i s'aplicava als patricis. Més tard, amb l'adquisició de drets per part dels plebeus indicava una distinció entre ells, i els homes lliures (liberi) es dividien entre ingenuii i libertini.